# Eugen Sutermeister
Pour les articles homonymes, voir Sutermeister.
Eugen Sutermeister, né le 16 novembre 1862 à Küsnacht et mort le 8 juin 1931, est un écrivain suisse allemand, fondateur de l'Association Suisse pour organisations de sourds et malentendants (SONOS).

## Œuvres
- 3 Poèmes. In: Werner Schmid (Éditeur). Das fröhliche Schweizerbuch: Novellen, Skizzen und Gedichte von neunundsechzig schweizerischen Dichtern und Dichterinnen. Zurich: Rascher & Cie., 1931. pages 366-368. (de)
- Quellenbuch zur Geschichte des schweizerischen Taubstummenwesens: Ein Nachschlagebuch für Taubstummenerzieher und -freunde. (Volume 1: Chapitres 1-6; Volume 2: Chapitres 7-12. Berne, 1929. extrait (de)
- Bibliographie des Schweizerischen Taubstummenwesens von seinen Anfängen bis zur Gegenwart: Eine Vorarbeit. Berne, 1920. (de)
- Kirchliche Fürsorge für die erwachsenen Taubstummen. 1903. (de)
- Lieder eines Taubstummen (de)
- Der taubstumme Dichter (de)